# Giorgio Calabrese
Giorgio Calabrese, noto anche con lo pseudonimo di Screwball (Genova, 28 novembre 1929 – Roma, 31 marzo 2016), è stato un paroliere e autore televisivo italiano.

## Biografia
Il suo esordio come autore di canzoni è legato alla scuola genovese dei cantautori: sono infatti suoi i testi dei successi di Umberto Bindi (tra cui i più noti sono Arrivederci, Il nostro concerto, Non mi dire chi sei); con Pino Massara compone inoltre I Sing "Ammore", canzone lanciata da Nicola Arigliano nel 1959.
In alcuni casi utilizzava lo pseudonimo Screwball (ad esempio per il primo 45 giri inciso da Carmen Villani, Sul banco di scuola (ho inciso il tuo nome).
Diventa direttore artistico della Karim, scoprendo e lanciando Orietta Berti.
A Sanremo 1964 partecipa con due sue composizioni: A mezzanotte (l'ultimo tram) presentato da Milva e Frida Boccara, e E se domani presentato da Fausto Cigliano e Gene Pitney. Entrambe saranno eliminate dalla serata finale, ma il secondo brano viene inciso dopo qualche mese da Mina e diventerà un enorme successo, di critica e di pubblico.
L'incontro professionale con Mina diviene una vera e propria collaborazione destinata a durare nel tempo, tanto che insieme i due condurranno per molti anni e per più di duecento puntate il programma radiofonico domenicale Pomeriggio con Mina.
Calabrese è entrato nella storia della musica leggera italiana in quanto autore della parte letteraria di alcune delle più note canzoni italiane di tutti i tempi, da Arrivederci a Domani è un altro giorno, da Il nostro concerto a E se domani; è stato inoltre uno dei principali divulgatori della musica brasiliana nella penisola, traducendo canzoni come La ragazza di Ipanema e La pioggia di marzo.
Scopritore di talenti, lancia nel mondo dello spettacolo numerose voci femminili tra cui Orietta Berti, Annamaria Baratta, Milena, e riesce a portare Ornella Vanoni, fino a qualche anno prima cantante "di nicchia", nella classifica dei dischi più venduti scrivendo per lei versi eleganti e moderni per brani quali Domani è un altro giorno, Il tempo d'impazzire, Uomo mio, bambino mio.
Nella seconda metà degli anni sessanta è anche, insieme a Giuseppe Cassia, direttore artistico per l'Italia della Pye Records (distribuita dalla RCA Italiana).
Il lavoro di paroliere riguarda negli anni successivi soprattutto l'adattamento in italiano di testi di canzoni in francese (Aznavour) e portoghese (Jobim); questo lavoro ha permesso di rendere popolari in Italia aspetti e generi poco noti della musica internazionale.
In particolare, è di Giorgio Calabrese la traduzione italiana di Le déserteur (Il disertore), brano dal forte contenuto antimilitarista scritto da Boris Vian ai tempi della guerra d'Indocina e per anni censurato e boicottato dalle autorità francesi, De Gaulle in testa (e recentemente riproposto da Ivano Fossati).
Calabrese era noto anche come autore televisivo, e ha firmato i testi di molte trasmissioni musicali e di intrattenimento a partire dagli anni sessanta fino a oggi. Tra queste: Senza rete, Auditorio A, Vivendo sambando, Europa Europa, Capiscuola del jazz, alcune edizioni di Fantastico, di Domenica in e del Festival di Sanremo.
Dal 2009 è stato uno dei collaboratori della rivista Musica leggera.
Muore il 31 marzo 2016, lasciando i figli Christian e Alexandro avuti dalla moglie Annamaria Baratta.

## Onorificenze
Il 15 marzo 2010 ha ricevuto dal Presidente della Repubblica Giorgio Napolitano l'onorificenza di Cavaliere dell'Ordine al merito della Repubblica Italiana.

## Canzoni scritte da Giorgio Calabrese
| Anno | Titolo                                                                     | Autori del testo                                       | Autori della musica                             | Interpreti                                  |
| ---- | -------------------------------------------------------------------------- | ------------------------------------------------------ | ----------------------------------------------- | ------------------------------------------- |
| 1958 | Ciao ti dirò                                                               | Giorgio Calabrese                                      | Gian Franco Reverberi                           | Adriano Celentano e Giorgio Gaber           |
| 1959 | Arrivederci                                                                | Giorgio Calabrese                                      | Umberto Bindi                                   | Umberto Bindi, Marino Barreto Jr.           |
| 1959 | Amare te                                                                   | Giorgio Calabrese                                      | Umberto Bindi                                   | Umberto Bindi                               |
| 1959 | Te lo dico cantando                                                        | Giorgio Calabrese                                      | Umberto Bindi                                   | Marino Barreto Jr.                          |
| 1959 | Sul banco di scuola (ho inciso il tuo nome)                                | Screwball                                              | Warnick e Acquaviva                             | Carmen Villani                              |
| 1959 | 24 ore                                                                     | Giorgio Calabrese                                      | Gian Franco Reverberi                           | I Due Corsari                               |
| 1959 | Ehi!...Stella                                                              | Giorgio Calabrese                                      | Gian Franco Reverberi                           | I Due Corsari e Adriano Celentano           |
| 1959 | Se qualcuno ti dirà                                                        | Screwball                                              | Gian Franco Reverberi                           | Brunetta, Luigi Tenco, Ornella Vanoni       |
| 1959 | Non so                                                                     | Giorgio Calabrese                                      | Umberto Bindi                                   | Umberto Bindi, Mina                         |
| 1959 | Senza parole                                                               | Giorgio Calabrese                                      | Gian Franco Reverberi                           | Gino Paoli                                  |
| 1959 | Co-eds                                                                     | Giorgio Calabrese                                      | Gian Franco Reverberi                           | Gino Paoli                                  |
| 1959 | Ritroviamoci                                                               | Giorgio Calabrese                                      | Carlo Alberto Rossi                             | Joe Sentieri                                |
| 1960 | Il nostro concerto                                                         | Giorgio Calabrese                                      | Umberto Bindi                                   | Umberto Bindi                               |
| 1960 | Luna nuova sul Fuji Yama                                                   | Giorgio Calabrese                                      | Umberto Bindi                                   | Fausto Cigliano                             |
| 1960 | Piano                                                                      | Giorgio Calabrese                                      | Tony De Vita                                    | Mina                                        |
| 1960 | Sempre la stessa storia                                                    | Giorgio Calabrese                                      | Carlo Donida                                    | Luigi Tenco                                 |
| 1960 | Lasciatemi sognare                                                         | Giorgio Calabrese                                      | Umberto Bindi                                   | Umberto Bindi                               |
| 1960 | Vento di mare                                                              | Giorgio Calabrese                                      | Umberto Bindi                                   | Umberto Bindi                               |
| 1961 | Chiedimi l'impossibile                                                     | Giorgio Calabrese                                      | Umberto Bindi                                   | Umberto Bindi                               |
| 1961 | Notte d'estate                                                             | Screwball                                              | Gianni Fallabrino                               | Lia Scutari                                 |
| 1961 | Non mi dire chi sei                                                        | Giorgio Calabrese                                      | Umberto Bindi                                   | Miranda Martino e Umberto Bindi             |
| 1961 | Dedica                                                                     | Giorgio Calabrese                                      | Tony Renis                                      | Tony Renis                                  |
| 1961 | E la vita continua                                                         | Giorgio Calabrese                                      | Beppe Mojetta                                   | Aura D'Angelo                               |
| 1961 | Cinque minuti ancora                                                       | Giorgio Calabrese                                      | Matanzas                                        | Marino Barreto Jr., Peppino Di Capri        |
| 1962 | Chihuahua                                                                  | Giorgio Calabrese                                      | Antonia Bertocchi                               | Mina                                        |
| 1962 | Da chi                                                                     | Giorgio Calabrese                                      | Miguel Gustavo                                  | Mina                                        |
| 1962 | La mia periferia                                                           | Giorgio Calabrese                                      | Flavio Carraresi                                | Flavio Carraresi                            |
| 1962 | Davanti a te                                                               | Giorgio Calabrese                                      | Mario Cantini e Jimmy Fontana                   | Jimmy Fontana                               |
| 1962 | Nuvola per due                                                             | Giorgio Calabrese                                      | Umberto Bindi                                   | Umberto Bindi                               |
| 1962 | Franchezza                                                                 | Giorgio Calabrese                                      | Oswaldo Guilherme e Denis Brean                 | Orietta Berti                               |
| 1962 | Non ci sarò                                                                | Giorgio Calabrese                                      | Elio Isola                                      | Orietta Berti                               |
| 1962 | Se non avessi più                                                          | Giorgio Calabrese                                      | Charles Aznavour                                | Orietta Berti                               |
| 1963 | Il nostro concerto                                                         | Giorgio Calabrese                                      | Umberto Bindi                                   | Jimmy Fontana                               |
| 1963 | Dindi (Dindi)                                                              | Giorgio Calabrese                                      | Aloysio de Oliveira e Antônio Carlos Jobim      | Mina                                        |
| 1963 | Chega de saudade                                                           | Giorgio Calabrese                                      | Antônio Carlos Jobim                            | Mina                                        |
| 1963 | Ecatombe                                                                   | Giorgio Calabrese e Franco Franchi                     | Carlo Donida                                    | Riz Samaritano                              |
| 1963 | O meu violao                                                               | Screwball (Giorgio Calabrese)                          | Armando Trovajoli                               | Carlo Pes                                   |
| 1963 | Rifugiati nel pianto (Barclay BL 9022)                                     | Giorgio Calabrese                                      | Charles Aznavour                                | Charles Aznavour                            |
| 1963 | Dopo l'amore (Barclay BL 9023)                                             | Giorgio Calabrese                                      | Charles Aznavour                                | Charles Aznavour                            |
| 1963 | Ne deduco che t'amo (Barclay BL 9023)                                      | Giorgio Calabrese                                      | Charles Aznavour                                | Charles Aznavour                            |
| 1963 | Se non avessi più (Barclay BL 9023)                                        | Giorgio Calabrese                                      | Charles Aznavour                                | Charles Aznavour                            |
| 1964 | E se domani                                                                | Giorgio Calabrese                                      | Carlo Alberto Rossi                             | Fausto Cigliano, Gene Pitney, Mina          |
| 1964 | L'ultimo tram                                                              | Giorgio Calabrese                                      | Eros Sciorilli                                  | Milva e Frida Boccara                       |
| 1964 | Se non mi dai le lire per il cinema                                        | Giorgio Calabrese                                      | Bruno De Filippi                                | Carlo Cariola                               |
| 1965 | Ballata greca                                                              | Giorgio Calabrese                                      | Achille Ovale                                   | Johnny Sacco                                |
| 1965 | La ragazza di Ipanema (Garota de Ipanema)                                  | Giorgio Calabrese                                      | Antônio Carlos Jobim                            | Caterina Valente, Bruno Martino             |
| 1966 | La luna, le stelle, il mare                                                | Giorgio Calabrese                                      | Eugenio Guglielmi                               | Gene Guglielmi                              |
| 1966 | I capelli lunghi                                                           | Giorgio Calabrese                                      | Eugenio Guglielmi                               | Gene Guglielmi                              |
| 1966 | Preghiera beat                                                             | Giorgio Calabrese                                      | Carlo Alberto Rossi                             | Gene Guglielmi                              |
| 1966 | Ah, Lucia, se sapessi...                                                   | Giorgio Calabrese                                      | Juca Chaves                                     | Juca Chaves                                 |
| 1966 | Pavana per la contessa Alessandra                                          | Giorgio Calabrese                                      | Juca Chaves                                     | Juca Chaves                                 |
| 1966 | Cantiga d'amor                                                             | Giorgio Calabrese                                      | Juca Chaves                                     | Juca Chaves                                 |
| 1966 | È vero ti amo                                                              | Giorgio Calabrese                                      | Juca Chaves                                     | Juca Chaves                                 |
| 1966 | Il vs. aff.mo Juca                                                         | Giorgio Calabrese                                      | Juca Chaves                                     | Juca Chaves                                 |
| 1966 | Menina                                                                     | Giorgio Calabrese                                      | Juca Chaves                                     | Juca Chaves                                 |
| 1966 | O naso mio!                                                                | Giorgio Calabrese                                      | Juca Chaves                                     | Juca Chaves                                 |
| 1966 | Per chi sogna Annamaria                                                    | Giorgio Calabrese                                      | Juca Chaves                                     | Juca Chaves                                 |
| 1966 | Piccola marcia per un grande amore                                         | Giorgio Calabrese                                      | Juca Chaves                                     | Juca Chaves                                 |
| 1966 | Mi manchi                                                                  | Giorgio Calabrese                                      | George Harrison                                 | Meri Marabini                               |
| 1966 | Dove non so                                                                | Giorgio Calabrese                                      | Maurice Jarre                                   | Rita Pavone, Orietta Berti                  |
| 1966 | Stop lì dove stai                                                          | Giorgio Calabrese                                      | Chris Andrews                                   | Sandie Shaw                                 |
| 1966 | Vieni con me a Rio                                                         | Giorgio Calabrese                                      | Juca Chaves                                     | Juca Chaves                                 |
| 1966 | Viva l'amore con te                                                        | Giorgio Calabrese                                      | Chris Andrews                                   | Sandie Shaw                                 |
| 1966 | Domani                                                                     | Giorgio Calabrese                                      | Chris Andrews                                   | Sandie Shaw                                 |
| 1967 | Ai primi giorni d'aprile                                                   | Giorgio Calabrese                                      | Alain Barrière                                  | Alain Barrière                              |
| 1967 | Torna a cantare                                                            | Giorgio Calabrese                                      | Joe Sentieri                                    | Luciano Tajoli                              |
| 1967 | Eccomi                                                                     | Giorgio Calabrese                                      | Carlo Alberto Rossi                             | Mina                                        |
| 1967 | Se tornasse, caso mai (If He Walked Into My Life)                          | Giorgio Calabrese                                      | Jerry Herman                                    | Mina                                        |
| 1967 | Trenodia (Concierto de Aranjuez)                                           | Giorgio Calabrese                                      | Joaquim Rodrigo                                 | Mina                                        |
| 1968 | Allegria (Upa, Neguinho)                                                   | Giorgio Calabrese                                      | Gianfrancesco Guarneri                          | Mina                                        |
| 1968 | Chi dice non dà (Canto de ossanha)                                         | Giorgio Calabrese                                      | Baden Powell de Aquino                          | Mina                                        |
| 1968 | Fantasia                                                                   | Giorgio Calabrese                                      | G. Stephens                                     | Mina                                        |
| 1968 | Oggi                                                                       | Giorgio Calabrese                                      | Chris Andrews                                   | Sandie Shaw                                 |
| 1968 | Londra                                                                     | Giorgio Calabrese                                      | Chris Andrews                                   | Sandie Shaw                                 |
| 1968 | Hush                                                                       | Giorgio Calabrese                                      | Joe South                                       | Giulio Girardi                              |
| 1968 | Il mondo è grigio, il mondo è blu                                          | Giorgio Calabrese                                      | Éric Charden                                    | Nicola Di Bari                              |
| 1968 | Io innamorata                                                              | Giorgio Calabrese                                      | Augusto Martelli                                | Mina                                        |
| 1968 | Niente di niente                                                           | Giorgio Calabrese                                      | Thom Bell                                       | Mina                                        |
| 1968 | Non è più vivere                                                           | Giorgio Calabrese                                      | Bert Kaempfert                                  | Giorgio Bertolani                           |
| 1968 | Pedro Pedreiro                                                             | Giorgio Calabrese ed Enzo Jannacci                     | Chico Buarque de Hollanda                       | Enzo Jannacci                               |
| 1968 | Ti voglio                                                                  | Giorgio Calabrese                                      | Bob Dylan                                       | I Nomadi                                    |
| 1969 | Ma è soltanto amore                                                        | Giorgio Calabrese                                      | Gian Piero Reverberi                            | Mina                                        |
| 1970 | Ciao devo andare                                                           | Giorgio Calabrese                                      | Pino Calvi                                      | Annamaria Baratta e Bruna Lelli             |
| 1970 | Pitea, un uomo contro l'infinito                                           | Giorgio Calabrese                                      | Gian Franco Reverberi e Guido Podestà           | Nuova Idea                                  |
| 1970 | Quando il vento cambierà                                                   | Giorgio Calabrese                                      | Ugo Calise                                      | Hugues Aufray                               |
| 1970 | Dopo l'amore (Après l'amour)                                               | Giorgio Calabrese                                      | Charles Aznavour                                | Charles Aznavour                            |
| 1970 | L'istrione (Le cabotin)                                                    | Giorgio Calabrese                                      | Georges Garvarentz e Charles Aznavour           | Charles Aznavour                            |
| 1970 | Ti lasci andare (Tu te laisses aller)                                      | Giorgio Calabrese                                      | Charles Aznavour                                | Charles Aznavour                            |
| 1971 | Buon anniversario (Bon anniversaire)                                       | Giorgio Calabrese                                      | Charles Aznavour                                | Charles Aznavour                            |
| 1971 | Chi (Qui)                                                                  | Giorgio Calabrese                                      | Charles Aznavour                                | Charles Aznavour                            |
| 1971 | Domani è un altro giorno (The Wonders You Perform)                         | Giorgio Calabrese                                      | Jerry Chesnut                                   | Ornella Vanoni                              |
| 1971 | Il disertore (Le déserteur)                                                | Giorgio Calabrese                                      | Boris Vian                                      | Ornella Vanoni                              |
| 1971 | Il tempo d'impazzire                                                       | Giorgio Calabrese                                      | Andracco                                        | Ornella Vanoni                              |
| 1971 | Invece no                                                                  | Giorgio Calabrese                                      | Umberto Bindi                                   | Umberto Bindi                               |
| 1971 | Morire d'amore (Mourir d'aimer)                                            | Giorgio Calabrese                                      | Charles Aznavour                                | Charles Aznavour                            |
| 1971 | No, non mi scorderò mai (Non, je n'ai rien oublié)                         | Giorgio Calabrese                                      | Charles Aznavour                                | Charles Aznavour                            |
| 1971 | Quando e perché (Quand et puis pourquoi?)                                  | Giorgio Calabrese                                      | Charles Aznavour                                | Iva Zanicchi                                |
| 1972 | È mia (Menina)                                                             | Giorgio Calabrese                                      | P. Noqueiro                                     | Mina                                        |
| 1972 | È proprio così, son io che canto (Hey, Mister That's Me Upon the Juke Box) | Giorgio Calabrese                                      | James Taylor                                    | Mina                                        |
| 1972 | I giorni dei falò (Long Ago and Far Away)                                  | Giorgio Calabrese                                      | James Taylor                                    | Mina                                        |
| 1972 | L'amore, forse... (Ao amigo Tom)                                           | Giorgio Calabrese                                      | M.P. Valle, Milito                              | Mina                                        |
| 1972 | Suoneranno le sei (Balada para mi muerte)                                  | Giorgio Calabrese                                      | Astor Piazzolla                                 | Mina                                        |
| 1972 | Tempi duri (Disparada)                                                     | Giorgio Calabrese                                      | Geraldo Vandré Théo de Barros                   | Ornella Vanoni                              |
| 1973 | Sto male (Je suis malade)                                                  | Giorgio Calabrese                                      | Serge Lama                                      | Ornella Vanoni                              |
| 1973 | Come uno stupido (Me voilà seul)                                           | Giorgio Calabrese                                      | Georges Garvarentz e Charles Aznavour           | Charles Aznavour                            |
| 1973 | Piccolo amico (O pequeño amigo)                                            | Giorgio Calabrese                                      | Pascual Nogueira                                | Ornella Vanoni                              |
| 1973 | Ho vissuto (J'ai vécu)                                                     | Giorgio Calabrese                                      | Charles Aznavour                                | Charles Aznavour                            |
| 1973 | I colori di dicembre                                                       | Giorgio Calabrese                                      | Pino Donaggio                                   | Iva Zanicchi                                |
| 1973 | Mi fa morire cantando (Killing Me Softly with His Song)                    | Giorgio Calabrese                                      | Charles Fox e Norman Gimbel                     | Ornella Vanoni, Dana Valeri, Marcella Bella |
| 1973 | La pioggia di marzo (Aguas de Março)                                       | Giorgio Calabrese                                      | Antônio Carlos Jobim                            | Mina, Ivano Fossati                         |
| 1973 | Noi andremo a Verona (Nous irons à Vérone)                                 | Giorgio Calabrese                                      | Georges Garvarentz e Charles Aznavour           | Charles Aznavour                            |
| 1973 | Quel che non si fa più (Les plaisirs démodés)                              | Giorgio Calabrese                                      | Georges Garvarentz e Charles Aznavour           | Charles Aznavour                            |
| 1973 | Quel che si dice (Comme ils disent)                                        | Giorgio Calabrese                                      | Georges Garvarentz e Charles Aznavour           | Charles Aznavour                            |
| 1973 | Questo si, questo no                                                       | Giorgio Calabrese                                      | Pino Donaggio                                   | Mina                                        |
| 1974 | Con la testa piena di sogni                                                | Giorgio Calabrese                                      | Gino Mescoli                                    | Anna Rusticano                              |
| 1974 | La baraka                                                                  | Giorgio Calabrese                                      | Charles Aznavour                                | Charles Aznavour                            |
| 1974 | Lei                                                                        | Giorgio Calabrese                                      | Charles Aznavour                                | Charles Aznavour                            |
| 1974 | Penombra                                                                   | Giorgio Calabrese                                      | Gianni Ferrio                                   | Mina                                        |
| 1974 | Trasparenze                                                                | Giorgio Calabrese                                      | Gianni Ferrio                                   | Mina                                        |
| 1975 | Del mio amare te (De t'avoir aimée)                                        | Giorgio Calabrese                                      | Georges Garvarentz e Charles Aznavour           | Charles Aznavour                            |
| 1975 | Ti amo (Je t'aime)                                                         | Giorgio Calabrese                                      | Guy Bontempelli e Charles Aznavour              | Charles Aznavour                            |
| 1975 | Canta canta (Canta canta minha gente)                                      | Giorgio Calabrese                                      | Martinho Da Vila                                | Ornella Vanoni                              |
| 1977 | Balla chi balla (Bala com bala)                                            | Giorgio Calabrese                                      | J. Bosco                                        | Mina                                        |
| 1977 | Qu'arrive-t-il à l'amour                                                   | Giorgio Calabrese                                      | Dousset-Dario Baldan Bembo                      | Ornella Vanoni                              |
| 1977 | Pelle                                                                      | Giorgio Calabrese                                      | Pino Presti                                     | Suan                                        |
| 1981 | Ma tu no                                                                   | Luciano Rossi e Giorgio Calabrese                      | Luciano Rossi                                   | Luciano Rossi                               |
| 1981 | Mi mancherai (Don't walk away)                                             | Jeff Lynne e Giorgio Calabrese                         | Jeff Lynne                                      | Marcella Bella                              |
| 1983 | La controsamba                                                             | Giorgio Calabrese                                      | Celso Valli                                     | Mina                                        |
| 1983 | Non ho difese                                                              | Giorgio Calabrese                                      | Celso Valli                                     | Mina                                        |
| 1984 | Ballando ballando                                                          | Giorgio Calabrese                                      | Celso Valli                                     | Mina                                        |
| 1984 | Per di più                                                                 | Giorgio Calabrese                                      | Celso Valli                                     | Mina                                        |
| 1986 | Pomeriggio sonnolento                                                      | Giorgio Calabrese                                      | Randy Jackson                                   | Mina                                        |
| 1986 | Ritratto in bianco e nero (Retrato em branco e preto)                      | Giorgio Calabrese                                      | Antônio Carlos Jobim, Chico Buarque de Hollanda | Mina                                        |
| 1986 | Secondo me                                                                 | Giorgio Calabrese                                      | Riccardo Cocciante                              | Mina                                        |
| 1986 | Via di qua                                                                 | Giorgio Calabrese                                      | Massimiliano Pani                               | Mina e Fausto Leali                         |
| 1987 | Legittime curiosità                                                        | Giorgio Calabrese                                      | Thoty                                           | Mina                                        |
| 1987 | Mi manchi tu                                                               | Giorgio Calabrese                                      | Gianfranco Fornaciari                           | Mina                                        |
| 1987 | Per avere te                                                               | Giorgio Calabrese                                      | Carlo Pes                                       | Mina                                        |
| 1988 | Rimani qui                                                                 | Giorgio Calabrese                                      | Randy Jackson                                   | Mina                                        |
| 1989 | Tre volte sì                                                               | Giorgio Calabrese                                      | Massimiliano Pani                               | Mina                                        |
| 1989 | Uscita 29                                                                  | Giorgio Calabrese                                      | Mario Robbiani                                  | Mina                                        |
| 1989 | C'è voluto tempo (per imparare a vivere da solo)                           | Giorgio Calabrese                                      | Umberto Bindi                                   | Umberto Bindi                               |
| 1989 | Da una vita stiamo insieme                                                 | Giorgio Calabrese                                      | Umberto Bindi                                   | Umberto Bindi                               |
| 1990 | Ma chi è, cosa fa? (Partido alto)                                          | Giorgio Calabrese                                      | Chico Buarque de Hollanda                       | Mina                                        |
| 1990 | Per una volta tanto                                                        | Giorgio Calabrese                                      | Massimiliano Pani                               | Mina                                        |
| 1991 | Come stai                                                                  | Giorgio Calabrese, Claudia Ferrandi, Massimiliano Pani | Massimiliano Pani                               | Massimiliano Pani, Mina                     |
| 1991 | Di lì                                                                      | Giorgio Calabrese                                      | Massimiliano Pani                               | Massimiliano Pani                           |
| 1991 | Doveva essere il nostro giorno                                             | Giorgio Calabrese                                      | Massimiliano Pani                               | Massimiliano Pani                           |
| 1991 | Giò                                                                        | Giorgio Calabrese                                      | Massimiliano Pani                               | Massimiliano Pani                           |
| 1991 | In brodo                                                                   | Giorgio Calabrese                                      | Massimiliano Pani                               | Massimiliano Pani                           |
| 1991 | L'occasione                                                                | Giorgio Calabrese                                      | Massimiliano Pani                               | Massimiliano Pani                           |
| 1991 | Non avere te                                                               | Giorgio Calabrese                                      | Massimiliano Pani                               | Massimiliano Pani, Mina                     |
| 1991 | Questo è quanto                                                            | Giorgio Calabrese, Massimiliano Pani                   | Massimiliano Pani                               | Massimiliano Pani                           |
| 1991 | Robinson                                                                   | Giorgio Calabrese                                      | Massimiliano Pani                               | Massimiliano Pani, Mina                     |
| 1991 | Torno venerdì                                                              | Giorgio Calabrese, Massimiliano Pani                   | Massimiliano Pani                               | Massimiliano Pani, Mina                     |
| 1993 | Anna che va via                                                            | Giorgio Calabrese                                      | Massimiliano Pani                               | Massimiliano Pani                           |
| 2007 | Meglio così                                                                | Giorgio Calabrese                                      | Gianni Ferrio                                   | Johnny Dorelli                              |
| 2009 | Manon (Preludio al terzo atto di "Manon Lescaut")                          | Giorgio Calabrese                                      | Giacomo Puccini                                 | Mina                                        |
| 2009 | Mi parlavi adagio (Adagio in Sol minore)                                   | Giorgio Calabrese                                      | Tomaso Albinoni, Remo Giazotto                  | Mina                                        |